# Flipper Anderson
Willie Lee Anderson Jr., detto Flipper (Paulsboro, 7 marzo 1965), è un ex giocatore di football americano statunitense che ha giocato nel ruolo di wide receiver nella National Football League (NFL). Fu scelto nel corso del secondo giro (46º assoluto) del Draft NFL 1988 dai Los Angeles Rams. Al college giocò a football a UCLA.

## Carriera professionistica
Anderson fu scelto nel corso del secondo giro del Draft 1988 dai Los Angeles Rams. Giocò dieci stagioni nella NFL e stabilì i record della lega per yard ricevute e yard guadagnate dalla linea di scrimmage con 336 yard distribuite su 15 ricezioni (22,4 di media), stabilito durante la settimana 12 della stagione 1989 contro i New Orleans Saints. Terminò quella stagione con un primato in carriera di 1.146 yard con sole 44 ricezioni, a una media di 26 yard l'una. Il 7 gennaio 1990, durante una gara del secondo turno dei playoff, i Rams vinsero il lancio della monetina contro i New York Giants ai tempi supplementari. I Rams percorsero 77 yard su 4 giocate, l'ultima delle quali fu un touchdown da 30 di yard, che ricevette il pallone nella end zone e corse nel tunnel fin dentro gli spogliatoi. Quello fu il secondo touchdown della sua partita, vinta per 19-13. Prima di ritirarsi, nella stagione 1997 vinse il Super Bowl XXXII in forza ai Denver Broncos.

## Palmarès
- Super Bowl : 1

Denver Broncos: Super Bowl XXXII
- American Football Conference Championship: 1

Denver Broncos: 1997
- Record NFL: maggior numero di yard ricevute in una partita

## Statistiche
| Ricezioni              | 267   |
| Yard su ricezione      | 5.357 |
| Touchdown su ricezione | 28    |